# Hrvatsko biblijsko društvo
Hrvatsko biblijsko društvo, hrvatsko društvo, sastavnica Sjedinjenih biblijskih društava (United Bible Societies)

## Povijest
Na inicijativu i kao sastavnica Sjedinjenih biblijskih društava osnovano je 6. lipnja 1995. godine. Od početka je članica tog društva. HBD je ustanova interkonfesionalna i ekumenskog karaktera, po čemu je jedinstveno u Hrvatskoj. Kroz tijela HBD-a u njemu djeluju predstavnici sljedećih Crkava: Katoličke Crkve, Srpske pravoslavne Crkve, Makedonske pravoslavne Crkve, Evangeličke Crkve, Reformirane Crkve, Baptističke Crkve, Evanđeoske Pentekostne Crkve i Adventističke Crkve.
Stvoreno je kao neprofitna organizacija i udruga sa zadaćom promicanja Svetog pisma putem prevođenja, izdavanja i raspačavanja Biblije. Cilj Društva je pružiti ljudima Bibliju na jeziku koji će razumjeti i po prihvatljivoj cijeni koju će moći platiti. Financijski se uzdržava od prodaje Biblijskih izdanja te od potpora iz domovine i inozemstva. Sjedište društva je u Zagrebu, Ratkajev prolaz 2.
U dvadesetak godina rada objavili su i distribuirali je više stotina tisuća Biblija i različitih knjiga biblijske tematike. Objavili su više hrvatskih prijevoda Biblije: Zagrebačku Bibliju (grupa prevoditelja), Franjevačka Biblija (prijevod Silvija Grubišića i Gracijana Raspudića). Sveto pismo (prijevod Matija Petar Katančić), Novi zavjet i Psalmi (prijevod Ljudevit Rupčić) te obimno revidirani prijevod Biblije Ivana Evanđelista Šarića.

## Vanjske poveznice
- Službene stranice